# Al-Tai FC
Al-Tai Football Club (în arabă نادي الطائي, transliterat: nādī aṭ-ṭāyyī) este un club profesionist de fotbal din Arabia Saudită aflat în orașul Ha'il, care evoluează în Liga Profesionistă din Arabia Saudită, eșalonul de elită al fotbalului saudit.
Al-Tai a câștigat de trei ori titlul în Prima Divizie Saudită (eșalonul secund din Arabia Saudită), prima dată în sezonul 1984–85 iar cel mai recent în sezonul 2000–01. Al-Tai a promovat în Pro League pentru prima dată în sezonul 1977–78. Clubul a câștigat Cupa Prince Faisal bin Fahd Cup pentru echipele din Diviziile 1 și 2 în sezonul 1993–94 după ce ajunsese în finală și în sezonul anterior. De asemenea, a jucat finala Cupei Saudi Crown Prince în 1997.
Echipa dispută meciurile de pe teren propriu pe Prince Abdul Aziz bin Musa'ed Stadium din Ha'il, stadion pe care îl împarte cu rivala locală Al-Jabalain, împotriva căreia dispută derbiul Ha'il.
Primul antrenor român al echipei a fost Ion Dumitru , între 1 ianuarie și 1 mai 2000. A urmat Alexandru Moldovan care a pregătit echipa între 4 iulie 2002 și 19 ianuarie 2003. Isac Doru a fost antrenorul echipei între 26 iunie 2012 și 19 mai 2013. Liviu Ciobotariu a fost antrenor la Al-Tai între 27 decembrie 2017 și 26 septembrie 2018. A urmat Claudiu Niculescu care a condus echipa între 15 iunie și 29 octombrie 2019. Iar Mirel Rădoi a fost antrenor între 22 ianuarie și 18 mai 2023.
Din septembrie 2023, echipa este antrenată de românul Laurențiu Reghecampf.

## Performanțe
Prima Divizie Saudită (liga secundă)
- Campioană (3): 1984–85, 1994–95, 2000–01
- Locul 2 (1): 1977–78

Divizia 2 Saudită (liga a treia)
- Campioană (1): 1976–77
- Locul 2 (2): 1989–90, 2004–05